# Bhuwanpokhari
Bhuwanpokhari (nepalski: भुवनपोखरी) – gaun wikas samiti w zachodniej części Nepalu w strefie Lumbini w dystrykcie Palpa. Według nepalskiego spisu powszechnego z 2001 roku liczył on 1155 gospodarstw domowych i 6009 mieszkańców (3351 kobiet i 2658 mężczyzn).